# Добромиричі
Добромиричі (пол. Dobromierzyce, Добромержичі) — село в Польщі, у гміні Вербковичі Грубешівського повіту Люблінського воєводства. Населення — 216 осіб (2011).

## Історія
Добромиричі вперше згадуються 1454 року як власність руських шляхтичів Скурутів з Молодятич.
За даними етнографічної експедиції 1869—1870 років під керівництвом Павла Чубинського, у селі проживали греко-католики, які розмовляли українською мовою.
У 1943 році в селі проживало 365 українців і 97 поляків. У 1943—1944 роках польські шовіністи вбили в селі 6 українців.
У 1975—1998 роках село належало до Замойського воєводства.

## Демографія
Демографічна структура станом на 31 березня 2011 року:
|          | Загалом | Допрацездатний вік | Працездатний вік | Постпрацездатний вік |
| -------- | ------- | ------------------ | ---------------- | -------------------- |
| Чоловіки | 107     | 15                 | 82               | 10                   |
| Жінки    | 109     | 24                 | 68               | 17                   |
| Разом    | 216     | 39                 | 150              | 27                   |